# Seasons in the Sun
Singles de Terry Jacks
Concrete Sea
(1972) If You Go Away
(1974)
Seasons in the Sun est l'adaptation en anglais de la chanson Le Moribond, écrite et interprétée à l'origine par Jacques Brel en 1961, qui met en scène les adieux d'un moribond à ses proches. Elle a été adaptée par l'auteur-compositeur américain Rod McKuen en 1963 et interprétée notamment en 1974 par le chanteur canadien Terry Jacks. Cette version devient un succès international et le propulse en tête du classement Billboard Hot 100 américain.

## Histoire

### Contexte et enregistrement
La première version de la chanson est enregistrée en 1961 par Jacques Brel en français sous le titre Le Moribond. L'auteur-compositeur américain Rod McKuen traduit les paroles en anglais en 1963. The Kingston Trio enregistre la première version de l'adaptation anglaise intitulée Seasons in the Sun en 1964, qui a ensuite été entendue par Terry Jacks et a servi de base à son interprétation. Jacks a réécrit les paroles, bien qu'il ne soit pas crédité dans les notes du single.
Selon Terry Jacks, The Beach Boys lui ont demandé d'être leur producteur pendant les sessions de l'album Surf's Up du groupe. Le 31 juillet 1970, ils ont tenté une reprise de Seasons in the Sun, mais la session s'est mal passée et le morceau n'a jamais été terminé. Par la suite, Mike Love déclare à un intervieweur : « Nous avons enregistré une version [de Seasons in the Sun], mais elle était si médiocre que nous avons dû la mettre de côté. ... C'était tout simplement la mauvaise chanson pour nous. ». L'enregistrement est resté inédit jusqu'à son inclusion dans la compilation Feel Flows de 2021.
Jacks a enregistré sa version à Vancouver en 1973. Les parties arpégées au piano et les parties de contrebasse dans le deuxième couplet ont été réalisées par l'auteur-compositeur David Foster.

### Sortie et accueil commercial
La version de Terry Jacks est sortie en single en 1973 sur son propre label, Goldfish Records. La face B contient Put the Bone In. Le single s'est rapidement retrouvé en tête des classements de plusieurs pays, notamment aux États-Unis, où il est sorti sous le label Bell Records, au Canada et au Royaume-Uni, et s'est vendu à plus de 14 millions d'exemplaires dans le monde entier.
Elle est sortie aux États-Unis en décembre 1973 et est entrée dans le Billboard Hot 100 un mois plus tard. Le 2 mars 1974, la chanson a commencé à rester à la première place du Hot 100 pendant trois semaines et est restée dans le top 40 jusqu'au week-end du Memorial Day. La version de Jacks s'est également classée pendant une semaine à la première place du hit-parade Easy Listening et est le deuxième single le plus vendu de 1974 aux États-Unis. Bien qu'il ait lancé plusieurs autres 45 tours qui ont connu un succès modéré au Canada, Seasons in the Sun est devenu le seul grand succès solo de Jacks dans le monde et aux États-Unis. Au Canada, le 45 tours a atteint la première place du palmarès du magazine RPM le 26 janvier 1974 et y est resté pendant quatre semaines.
Terry Jacks a également enregistré une version en allemand sortie en Allemagne sur des paroles de Gerd Müller-Schwanke, intitulée In den Gärten der Zeit.

## Classements et certifications
| Classement (1973–74)                    | Meilleure position |
| --------------------------------------- | ------------------ |
| Afrique du Sud (Springbok Top 20)       | 1                  |
| Allemagne de l'Ouest (Media Control)    | 1                  |
| Argentine (Escalera a la fama)          | 7                  |
| Australie (Kent Music Report)           | 1                  |
| Autriche (Ö3 Austria Top 40)            | 1                  |
| Belgique (Flandre Ultratop 50 Singles)  | 2                  |
| Belgique (Wallonie Ultratop 50 Singles) | 1                  |
| Brésil (IBOPE)                          | 8                  |
| Canada (Top Singles)                    | 1                  |
| Canada (Adult Contemporary Tracks)      | 1                  |
| Danemark (IFPI)                         | 1                  |
| États-Unis (Hot 100)                    | 1                  |
| États-Unis (Easy Listening)             | 1                  |
| États-Unis (Cash Box Top 100)           | 1                  |
| Finlande (Suomen virallinen lista)      | 1                  |
| France (SNEPA)                          | 5                  |
| Grèce (Hellinikos Vorras–Epikera)       | 10                 |
| Irlande (IRMA)                          | 1                  |
| Mexique (Ortiz)                         | 7                  |
| Norvège (VG-lista)                      | 1                  |
| Nouvelle-Zélande (Listener)             | 1                  |
| Pays-Bas (Nederlandse Top 40)           | 6                  |
| Pays-Bas (Nationale Hitparade)          | 7                  |
| Royaume-Uni (UK Singles Chart)          | 1                  |
| Suède (Sverigetopplistan)               | 1                  |
| Suisse (Schweizer Hitparade)            | 1                  |

| Classement (1974)                    | Position |
| ------------------------------------ | -------- |
| Allemagne de l'Ouest (Media Control) | 4        |
| Australie (Kent Music Report),       | 5        |
| Autriche (Ö3 Austria Top 40)         | 2        |
| Belgique (Flandre Ultratop)          | 11       |
| Canada (Top Singles)                 | 1        |
| États-Unis (Hot 100)                 | 2        |
| États-Unis (Easy Listening),         | 12       |
| États-Unis (Cash Box Top 100)        | 9        |
| France (SNEPA)                       | 18       |
| Pays-Bas (Nederlandse Top 40)        | 28       |
| Pays-Bas (Nationale Hitparade)       | 40       |
| Royaume-Uni (UK Singles Chart)       | 5        |
| Suisse (Schweizer Hitparade)         | 1        |

| Classement (1958-2018) | Position |
| ---------------------- | -------- |
| États-Unis (Hot 100)   | 220      |

### Certifications et ventes
| Région                                                                  | Certification | Ventes    |
| ----------------------------------------------------------------------- | ------------- | --------- |
| Canada                                                                  | —             | 312 000   |
| États-Unis (RIAA)                                                       | Or            | 3 000 000 |
| France                                                                  | —             | 300 000   |
| Royaume-Uni (BPI)                                                       | Or            | 500 000^  |
| Résumé                                                                  |               |           |
| Monde                                                                   | —             | 8 000 000 |
| ^Mise en rayon selon la certification xNon précisé par la certification |               |           |

## Version de Westlife
Singles de Terry Jacks
Flying Without Wings (en)
(1999) Fool Again (en)
(2000)
Le boys band irlandais Westlife a sorti une reprise de Seasons in the Sun en décembre 1999, en double face A avec I Have a Dream et en triple face A en Australie avec I Have a Dream et Flying Without Wings (en).

### Accueil commercial
La chanson a atteint la première place du classement pendant la période de Noël 1999 au Royaume-Uni, battant le single caritatif de Cliff Richard The Millennium Prayer à la deuxième place, et est également devenue le quatrième single numéro un du groupe au Royaume-Uni. Il a ensuite prolongé son succès jusqu'en janvier 2000, passant un total de 17 semaines dans le classement britannique. La chanson a été le 26e single le plus vendu de 1999 au Royaume-Uni et a également été le dernier single numéro un des années 1990.

### Classements
| Classement (1999–2000)             | Meilleure position |
| ---------------------------------- | ------------------ |
| Allemagne (GfK Entertainment)      | 24                 |
| Écosse (OCC)                       | 1                  |
| Europe (Eurochart Hot 100)         | 7                  |
| Finlande (Suomen virallinen lista) | 10                 |
| Irlande (IRMA)                     | 1                  |
| Islande (Íslenski listinn)         | 10                 |
| Norvège (VG-lista)                 | 10                 |
| Nouvelle-Zélande (RMNZ)            | 10                 |
| Royaume-Uni (UK Singles Chart)     | 1                  |
| Suède (Sverigetopplistan)          | 15                 |
| Suisse (Schweizer Hitparade)       | 18                 |

## Autres versions et adaptations
La chanson Seasons in the Sun, dans la version de Terry Jacks a par la suite été reprise et adaptée :
- Le groupe Vikingarna l'adapte en suédois sous le titre Sommar varje dag en 1974[66] ;
- Le groupe grunge Nirvana enregistre sa propre version de Seasons in the Sun en 1993 ;
- La chanson est reprise en partie par le groupe Indochine en direct lors de l'émission hommage à Jacques Brel, J'vous ai apporté des bonbons diffusée sur France 2 le 9 octobre 1998. La chanson est également enregistrée en studio et a été sortie en 2000 en tant que téléchargement exclusif sur le site officiel du groupe[67];
- Le groupe anglais Black Box Recorder enregistre une version de Seasons in the Sun en 1998 pour leur album England Made Me.